# The Painted Lie
The Painted Lie è un film muto del 1917 diretto da Robert B. Broadwell, Harrish Ingraham e Crane Wilbur.

## Produzione
Il film fu prodotto dalla David Horsley Productions.

## Distribuzione
Distribuito dalla Mutual Film, il film uscì nelle sale cinematografiche USA il 19 marzo 1917.